# 柿崎澄子
柿崎澄子（かきざき すみこ、1964年10月4日 - ）は、日本の元女優、子役。
秋田県生まれ、東京都多摩市育ち。

## 来歴・人物
小学2年生の時に劇団ひまわり入団。子役としてドラマに多数出演し、1976年には日活児童映画の『四年三組のはた』に主演。この映画で文化庁映画奨励賞、児童福祉文化賞を受賞。
1978年には、テレビ朝日の特撮ファンタジードラマ『透明ドリちゃん』で青山ミドリ役で主演。それ以後も特撮ドラマのほか、大林宣彦監督作品の映画などに出演した。
弟が居る。

## 出演作品

### ドラマ
- 走れ!ケー100 第37話「機関車は魚のお家」（1973年、TBS）
- 伝七捕物帳 第50話「闇の仁義」（1974年、日本テレビ）- お蝶　※柿崎すみ子名義
- キカイダー01 第41話「天下無敵 空中戦艦大爆破!!」（1974年、NET） - 桃子
- われら青春! - 中岡先生の長女
- わたしは燿 - 片岡弓子
- がんばれ!!ロボコン 第40話「キラパッパ!! 七夕に消えたロビンちゃん」（1975年、NET） - ひとみ
- 同心部屋御用帳・江戸の旋風（第1シリーズ）38話「幼い疑惑」（1976年、フジテレビ）
- 妖怪伝 猫目小僧
- NHK大河ドラマ「花神」（1977年、NHK）
- NHK特集「日本の戦後」
- ジャッカー電撃隊 第30話「死を呼ぶ暗号! 猛毒コブラツイスト」（1977年、ANB） - 浜戸雪枝
- 透明ドリちゃん（1978年、ANB） - 主演・青山ミドリ、ゼリアン王女（第25話・ミドリと二役）
- 達磨大助事件帳 第19話「地獄の顔の天使」（1978年、ANB） - お春
- 女ひとり
- コメディ公園通り　愛は一つ恋は五つ（1978年、NHK）
- スパイダーマン 第20話「謎が謎を呼ぶ私の出生の秘密」（1978年、12ch） - 石原陽子 / ミツコ（二役）
- 太陽にほえろ!（NTV）
  - 第272話「秘密」（1977年） - 原田律子（少女時代）
  - 第384話「命」（1979年） - 香樫遼子
- バトルフィーバーJ 第2話「エゴス怪人製造法」（1979年、ANB）
- そば屋梅吉捕物帳 第13話「涙雨殺し人別帳」（1979年、12ch） - お春
- ピーマン白書（1980年、CX） - 大下孝子
- 鬼平犯科帳(萬屋錦之介) 第2シリーズ　第18話「密告」（1981年、ANB） - 若き日のお百
- 太陽戦隊サンバルカン 第25話「ドッキリ海蛇の穴」（1981年、ANB）- 松原忍
- 眠狂四郎 円月殺法 第15話「津軽恨み節孤愁剣-天竜川の巻-」（1983年、TX） - お冬
- 必殺シリーズ（ABC）
  - 必殺仕事人III 第34話「大名になったのは同級生」（1983年） - 浪江
  - 必殺仕事人IV 第27話「主水、未知と遭遇する」（1984年） - 福姫
  - 必殺仕事人V・激闘編 第29話「主水、まっ青に染められる」（1986年） - お絹
- 大江戸捜査網 第627話「俺は殺せない! 涙の雪化粧」（1983年、TX） - おゆき
- 宇宙刑事シャリバン（1983年 - 1984年、ANB） -  みゆき
- 私鉄沿線97分署 第16話「ヘルプ!身代金を集めて!!」（1985年、ANB）
- 暴れ九庵 第22話「熱い身体」（1985年、KTV） - おすみ
- 赤かぶ検事奮戦記 第4シリーズ 第3話「自首したキリスト」（1985年） - 里世子
- 松本清張スペシャル・わるいやつら（1985年、NTV） - 戸谷病院看護婦
- 半七捕物帳・十手無用の仮面舞踏会
- 三匹が斬る! 第8話「父恋の、凧空に舞い草枕」（1987年、ANB）
- 世界忍者戦ジライヤ 第40話「哀しみのジャンヌ」（1988年、ANB） - 宝忍ジャンヌ

### 映画
- 塩狩峠
- 四年三組のはた　※クレジットは「柿崎澄江」と誤表記
- 人魚がくれたさくら貝
- 夕暮まで（1980年9月20日） - 佐々直子 役
- 転校生
- せんせい
- さびしんぼう
- 姉妹坂
- 野ゆき山ゆき海べゆき

### 雑誌モデル
- 学習研究社『中学コース』表紙モデル（1978年頃）[要文献特定詳細情報]
- サンリオ『いちご新聞』表紙モデル（1979年）